# Мгебров-Изотта-Фраскини

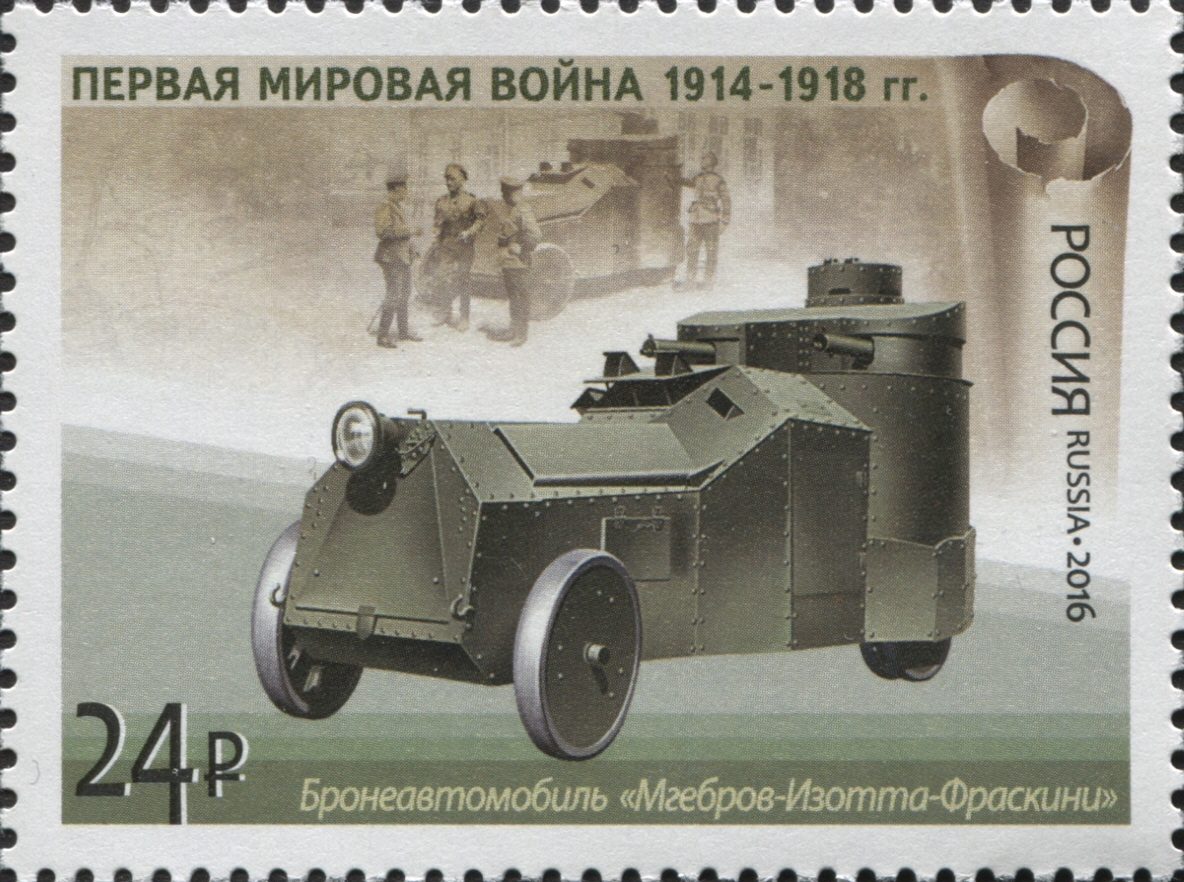
Бронеавтомобиль «Мгебров-Изотта-Фраскини» на почтовой марке России 2016 года

«Мге́бров-Изо́тта-Фраски́ни» (в ряде источников — просто «Изо́тта-Фраски́ни») — пулемётный бронеавтомобиль Российской империи периода Первой мировой войны. Построен в 1916 году на Ижорском заводе на базе шасси заднеприводного (4 × 2) грузовика итальянской фирмы Isotta-Fraschini. Проект бронировки разработан штабс-капитаном Владимиром Мгебровым. Как и во всех броневиках Мгеброва, в проекте «Мгебров-Изотта-Фраскини» активно использовалось расположение бронелистов под рациональными углами наклона, что повышало их пулестойкость.

## История создания

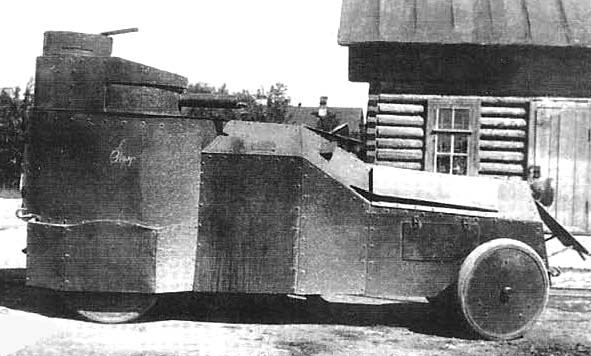
Бронеавтомобиль «Мгебров-Изотта-Фраскини» в действующей армии, вид справа. 1916 год

В числе автомобильных шасси, закупленных в 1914 году за рубежом военной комиссией полковника Секретева для создания бронеавтомобилей, имелся один 4-тонный грузовик итальянской фирмы Isotta-Fraschini. Весной 1915 года автомобиль был отправлен на Ижорский завод для бронирования, однако работы затянулись, так как договор с Ижорским заводом на изготовления броневика был заключён лишь 19 сентября 1915 года. Проект бронировки разработал штабс-капитан Владимир Мгебров. Как и остальные его броневики, «Изотта» получила корпус оригинальной конструкции — Мгебров старался использовать любую возможность для придания бронировке максимальных углов наклона. Это повышало пулестойкость бронекорпуса, хотя и снижало его технологичность в производстве. Завод официально сдал броневик 10 мая 1916 года (заводской номер бронеавтомобиля — 5641).

## Описание конструкции
Бронеавтомобиль имел полностью закрытый корпус, склёпанный из листов катаной хромоникелевой брони Ижорского завода толщиной 4—5 мм. В передней части корпуса находился моторный отсек, позади него — отделение управления с местами водителя и командира машины, располагавших для наблюдения смотровыми лючками в лобовом бронелисте и скосах кабины. Для обеспечения лучшего обзора вне боя и на марше лобовой лист кабины мог подниматься. В корме находилось боевое отделение цилиндрической формы. На крыше боевого отделения размещалась «фирменная» башня-рубка Мгеброва, идентичная рубке броневика «Мгебров-Уайт». В плане она напоминала треугольник с волнистым основанием, обращённым по ходу машины, и сильно скруглёнными углами, в двух из которых (при «основании» треугольника) располагались спонсоны. В спонсонах рубки за цилиндрическими щитками устанавливались два 7,62-мм пулемёта «Максим», сектор обстрела каждого из которых достигал 180°. Питание пулемётов боеприпасами осуществлялось, видимо, от стандартных лент по 250 патронов, однако количественные данные о боекомплекте отсутствуют. На крыше рубки находилась цилиндрическая башенка со смотровыми щелями кругового обзора для наблюдения за окружающей обстановкой. Для посадки и высадки экипажа в корпусе броневика имелись две двери — в левом борту отделения управления и в корме боевого отделения.
Двигатель — «родной», Isotta-Fraschini, карбюраторный, рядный, 4-цилиндровый, жидкостного охлаждения, мощностью 120  л.с.
Ходовая часть машины — заднеприводная, с колёсной формулой 4 × 2. Подвеска — зависимая, на листовых рессорах. Колёса — с цельными бронированными дисками, односкатные на переднем мосту и двускатные — на заднем. На броневике использовались «жёсткие» пулестойкие шины, которые, правда, заметно ухудшали проходимость потяжелевшей «Изотты» по пересечённой местности. В целях дополнительной защиты задние колёса прикрывались полукруглыми бронированными кожухами.
Внешнее освещение обеспечивалось крупной фарой-прожектором, установленной в верхней части носового бронелиста.

## Служба и боевое применение
Вскоре после постройки «Мгебров-Изотта-Фраскини», получивший имя «Череп», был отправлен на Юго-Западный фронт, однако номер конкретного автопулемётного взвода, в распоряжение которого он поступил, пока не установлен. Теряются и дальнейшие следы бронеавтомобиля — вероятно, он активно применялся частями Императорской Российской армии в ходе Первой мировой войны, но точных данных о месте его использования на данный момент не найдено.
Однако автомобиль благополучно пережил крушение Российской империи и «всплыл» в 1919 году. В частности, в информационной сводке 5-го бронеотряда РККА от 3 февраля 1919 года упоминается о «бывшем на фронте бронеавтомобиле „Череп“», который ещё в ноябре 1918-го был отправлен на ремонт в Саратов. После ремонта броневик включили в состав 41-го автобронеотряда, и в середине 1919 года он использовался «красными» в боях на Волжском фронте, в районе Саратова. При отступлении частей РККА со станции Шипово бронеавтомобиль был, согласно документам части, «взорван и оставлен».

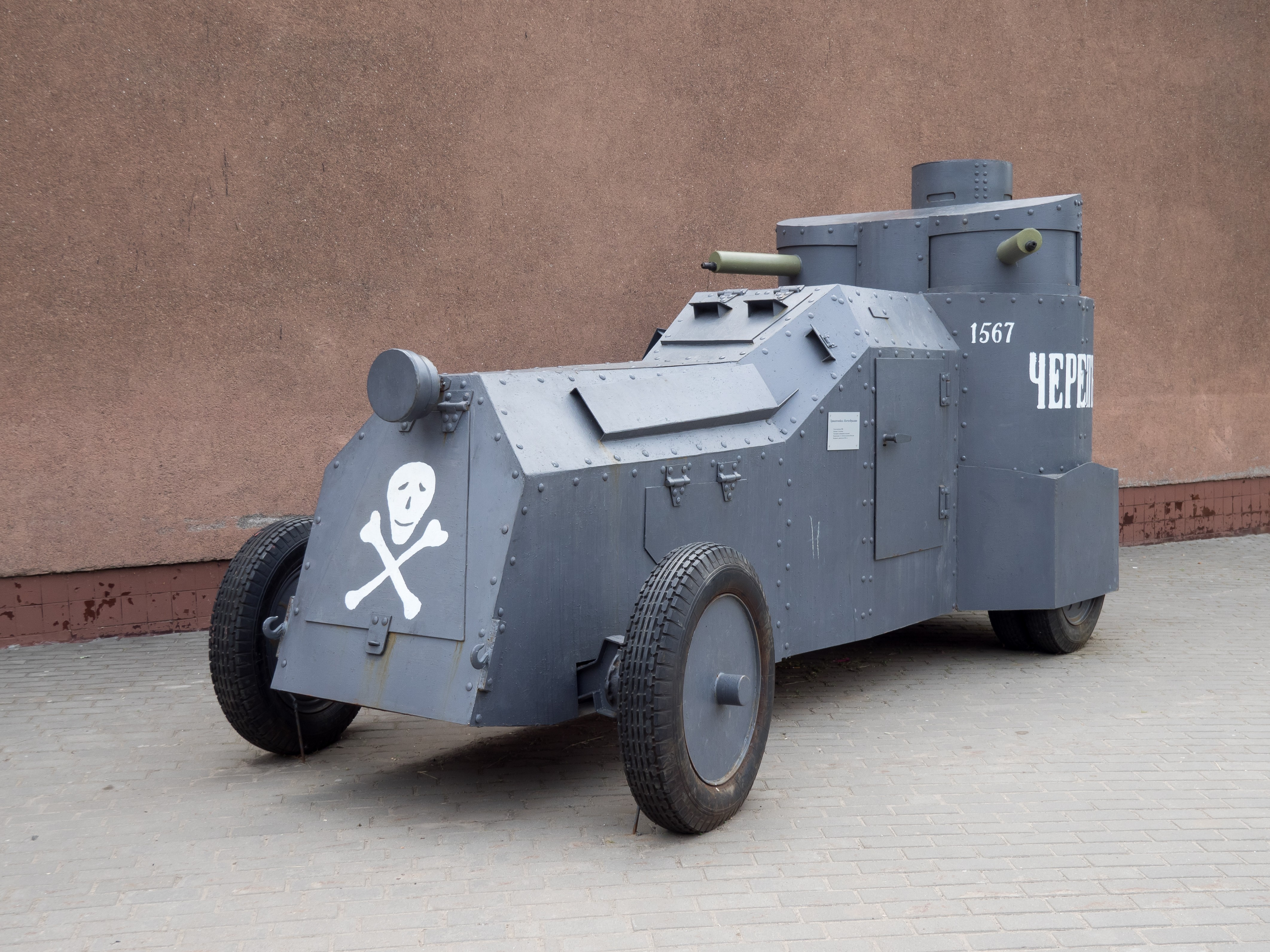
Макет, установленный в Чебоксарах

18 декабря 2017 года полноразмерный макет бронеавтомобиля (без внутренних элементов и двигателя) был установлен на территории музея Чапаева в Чебоксарах. Макет был создан в Санкт-Петербурге силами ООО «Бастион», при этом в конструкции использован ряд оригинальных деталей начала XX века (в частности, колёса и механизмы пулемётов Ма́ксима).

## Оценка машины
В целом, «Мгебров-Изотта-Фраскини» можно считать весьма удачной машиной. Характерная схема бронирования Мгеброва с широким использованием рационального наклона бронелистов была передовой для своего времени и позволила значительно облегчить конструкцию, не снижая при этом уровня защищённости машины. Бронировка отличалась продуманностью, наиболее важные части машины защищались тщательнее остальных. Вооружение броневика соответствовало основным пулемётным бронемашинам того времени, а оригинальная конструкция башни-рубки Мгеброва позволяла вести маневренный огонь. Важным достоинством было освобождение командира от функций стрелка и наличие в его распоряжении командирской башенки, обеспечивавшей весьма удовлетворительный обзор. Очень важным преимуществом машины являлось использование беспрецедентно мощного 4-тонного шасси со 120-сильным двигателем, что позволяло добиваться выдающихся динамических показателей. Испытатели разгоняли броневик до 65 км/ч, однако кипение воды в радиаторе при этом не наблюдалось. Автомобиль легко преодолевал подъёмы и спуски, правда на крутых ухабах литые шины задних колёс иногда ударялись в прикрывающие их бронекожухи.
М. Коломиец в книге «Броня русской армии. Бронеавтомобили и бронепоезда в Первой мировой войне» называет «Изотту-Фраскини» наиболее удачным бронеавтомобилем конструкции Мгеброва.